# Ronxhy
Ronxhy is een gehucht in Bellevaux-Ligneuville, deelgemeente van de stad Malmedy in de Belgische provincie Luik. Het ligt ruim een halve kilometer ten noordoosten van het centrum van Bellevaux, nabij de grens met deelgemeente Bévercé.
Ronxhy ligt op een heuvelrug, hogerop ten opzichte van het centrum van Bellevaux.

## Geschiedenis
Op de Ferrariskaart uit de jaren 1770 wordt hier een gehucht weergegeven, aanduid met een naam Xhris.
Tijdens de Franse bezetting op het eind van de 18de eeuw was het gebied deel van het Franse departement Ourthe; daarna was het in de 19de eeuw onderdeel van de Pruisische Rijnprovincie. Ronxhy behoorde tot de gemeente Bellevaux.
Na de Eerste Wereldoorlog werd het gebied met de gemeente Bévercé als deel van de Oostkantons aangehecht bij België. Het gehucht bleef deel van de vergrote gemeente Bellevaux-Ligneuville die in 1922 werd gevormd.
Bij de gemeentelijke herindelingen werd Bellevaux-Ligneuville in 1977, met het gehucht Ronxhy, bij de gemeente Malmedy gevoegd.
Deelgemeenten: Bellevaux-Ligneuville · Bévercé · Malmedy

Overige kernen: Arimont · Baugnez · Bellevaux · Bernister · Boussire · Burnenville · Chevofosse · Chôdes · Cligneval · Difflot · Falize · Floriheid · G'doûmont · Géromont · Gohimont · Hédomont · Lamonriville · Lasnenville · Ligneuville · Longfaye · Macampagne · Mé · Meiz · Mont · Otaimont · Planche · Pont · Préaix · Reculémont · Ronxhy · Warche · Winbomont · Xhoffraix · Xhurdebise

Belgische gemeenten · arrondissement Verviers · provincie Luik · Wallonië